# 李载 (十六国)
李载（？—336年），中国五胡十六国时代成汉皇帝李雄的孙子，封武陵公。
336年，成汉皇帝李期的侄子尚书仆射武陵公李载才能俊逸出众，李期心中妒忌，便诬陷李载谋反，将其杀害。

## 延伸阅读
[在维基数据编辑]